# Gala von Reichenfels
Gala von Reichenfels (* 1960 in Berlin; geborene Gabriela Strelow; geschiedene Gabriela Ribow; bürgerlich Gabriela Kowarsch) ist eine deutsche Malerin, Bildhauerin und „Lochistin“ – ein von ihr Mitte 2015 in Fürth entwickelter neuer Stil in der Bildhauerei – der Lochismus.

## Leben
Von 1989 bis 1999 lebte sie in Hamburg. Sie nahm von 1996 bis 1997 Unterricht bei Jörg Uhlig (Dozent für Freies Malen). 2001 erfolgte der Umzug nach Berlin-Kreuzberg und der Gang in die Selbständigkeit als Freie Künstlerin unter dem bürgerlichen Namen Gabriela Ribow. 2003 belegte sie ein Studium bzw. einen Besuch der Bildhauerschule von Wladimir Dadon im RAW-Tempel Berlin-Friedrichshain, dort erlernte sie die Realistische Bildhauerei. 2003 bis 2008 hatte sie weitere Entwicklungen in der Bildhauerei, sie stellte Kleinplastiken aus Alabaster her, die über den Galeristen Carlos Hulsch angeboten wurden, sowie Großplastiken für den Panometer-Künstler Jadegar Asisi in Zusammenarbeit mit dem Bildhauer Volker Dierkes in Berlin-Kreuzberg, Atelierhaus Adalbertstraße 82 b. 2007 erhielt sie die Aufnahme in den Künstlersonderbund Berlin als Ordentliches Mitglied. Von 2010 bis 2013 war sie Vorstandsmitglied beim Künstlersonderbund Berlin.
Mit dem Umzug nach Berlin-Neukölln, wurde sie 2009 Männerakt-Malerin. Zu dieser Zeit lernte sie Joachim Kiau kennen, er brachte ihr die Geschichte der Luftbrücke näher und weckte ihr Interesse für die Alliierten-Museen und deren Vereine. Joachim Kiau wurde ihr „Botschafter der Luftbrücke“. Durch Überreichung ihrer Arbeiten an diese Institutionen half sie, das Interesse der Bevölkerung an die schwere Zeit der Luftbrücke wach zu halten. In der Presse wird sie auch die „Künstlerin der Luftbrücke“ genannt. 2011 wurde in ihren Ausweispapieren der Künstlername Gala von Reichenfels eingetragen.
2013 zog sie der Liebe wegen nach Nürnberg und heiratete 2016 den Schreinermeister Karlheinz Kowarsch.
Ihr Bildhauerarbeitsplatz befindet sich in der Schreinerei Kowarsch in Fürth. Dort verbindet sie seit 2015 die Malerei mit der Bildhauerei. Sie erfand durch den Einsatz von Lochbohrungen in MDF-Platten und einer farblichen Gestaltungen der Oberflächen, sowie Hintergrundbeleuchtungen durch moderne LED-Beleuchtung eine neue Kunstaussage, die sie Lochismus nennt. Lochismus ist eine Wortschöpfung der Künstlerin, gebildet durch das Zusammenziehen der Wörter Loch und Ist. Es bezeichnet einen Kunstausdruck in dem sich bildende Künstler mit dem Schaffen und Gestalten von Löchern Befassen. Mit ihren leuchtenden Raumobjekten will Gala von Reichenfels an die Tradition der Mandala des Buddhismus anknüpfen die in der Kultpraxis eine religiöse Bedeutung besitzen. Die Erweiterung dessen sieht die Künstlerin in ihren Meditations-Objekten. Von der Religion zur Kunst und zur neuen Raumgestaltung für alle Menschen.
2025 veröffentlichte sie ein Sachbuch.

## Veröffentlichungen
- Lochismus macht glücklich. Die Wirkung von Lichtfarben. Eine Autobiografie. Self-publishing, Fürth 2018, ISBN 978-3-00-059321-5
- Die Vordenker des Lochismus. Wo Schatten ist, ist auch Licht. Künstlerbuch. Self-publishing, Fürth 2020, ISBN 978-3-00-066763-3
- Regeneration für Dein Leben. Die Macht der Farben. Sachbuch. Self-publishing, Nürnberg 2021, ISBN 9798525480186
- The Masterminds Of Lochismus. Wehre There Is Shadow, There Is Also Light. Künstlerbuch. Self-publishing, Nürnberg 2022, ISBN 9798803287742
- Color Regeneration For Your Life. The Power And Property Of Colors. Sachbuch. Self-publishing, Nürnberg 2022, ISBN 9798448968563
- Intuitives Malen. Spirituell Transzendent oder Immanent?. Sachbuch. Self-publishing, Nürnberg 2025, ISBN 9798282859027

## Museum
- 2011: Luftbrückenmuseum Faßberg, das Bild „Luftbrücke Royal Airforce“[12]
- 2012: Militärhistorisches Museum Flugplatz Berlin-Gatow, das Bild „Flugplatz-Berlin-Gatow“[13]
- 2015: Museum West Alliierte in Berlin e.V., Olympischer Platz in Berlin, das Bild „West Alliierte in Berlin“[14]
- 2016: Museum Alliierte in Berlin e.V., Kurt Schumacher-Damm 42–44 in Berlin, das Bild, „Alliierte in Berlin e.V.“[15]
- 2019: Museum Ludwig Erhard Zentrum in Fürth, Bildhauerarbeit im Lochismus „Der Wissenschaftler“[16]

## Ausstellungen (Auswahl)
- 2005: Ägyptisches Museum, Gruppenausstellung, Thema: Zeitgenössische Kunst aus und um Charlottenburg[17]
- 2005: Ausstellung im Panometer Leipzig / Großkopf Kopf von Constantin den Großen, Panorama CCCXII Asisi Factory[18]
- 2008: Künstlersonderbund Ausstellung Lebensspuren, Coburg/Brandenburg[19]
- 2009: Panometer Leipzig / Großplastik Amazonas Delphin[20]
- 2010: Künstlersonderbund Ausstellung 20 Jahre Künstlersonderbund in Deutschland[21]
- 2012: Künstlersonderbund Ausstellung Nacht, Berlin[22]
- 2014: Künstlersonderbund Ausstellung Krieg und Frieden, Berlin-Wilmersdorf Der blaue Soldat[23]
- 2016: Künstlersonderbund Ausstellung Wasser, 6. Realismus-Biennale[24]
- 2019: Künstlersonderbund Ausstellung fremd-vertraut, Kunstbezirk Stuttgart[25]